# グレイアム・バッド
グレイアム・エドワード・バッド（英: Graham Edward Budd、1968年9月7日 - ）は、イギリスの古生物学者である。スウェーデンのウプサラ大学の古生物学の教授を務めている。

## 業績
バッドの研究は、主に古生代の節足動物の解剖学とその進化的意義や、進化発生生物学に古生物学を総合することに焦点を当てている。彼はまた、 機能形態学の進化における役割について、理論面からの理解にも貢献している他、ソーレン・イェンセンと共同で、系統学の分野で長らく忘れ去られてきたクラウングループの概念を再導入している。バッドは2002年にイギリス古生物学協会のホドソン基金を、2015年には古生物学協会会長メダルを授与されている。
バッドはレナルト・オルソンと共にジャーナル『Acta Zoologica』の編集者でもあり、『Geological Magazine』。

## 出版物
- G. E. Budd. 2002. A palaeontological solution to the arthropod head problem. Nature 417: 271-275.
- G. E. Budd. 2006. On the origin and evolution of major morphological characters. Biological Reviews 81: 609-628.